# Primer gobierno de Pedro Sánchez
El primer gobierno de Pedro Sánchez fue el Gobierno de España desde junio de 2018 hasta enero de 2020. Pedro Sánchez Pérez-Castejón fue investido presidente del Gobierno cuando el Congreso de los Diputados aprobó la moción de censura contra Mariano Rajoy en la xii legislatura de España. Los titulares de los departamentos ministeriales tomaron posesión el 7 de junio de 2018.
El Gobierno cesó el 30 de abril de 2019 por la celebración de elecciones generales. Continuó en funciones durante toda la XIII legislatura debido a que ningún candidato consiguió ser investido presidente del Gobierno durante la misma. El 10 de noviembre se celebraron elecciones generales para la XIV legislatura. El Gobierno continuó en funciones hasta el día 13 de enero de 2020, día en el que tomaron posesión los ministros entrantes del Segundo Gobierno Sánchez.

## Historia
El 25 de mayo de 2018, los 84 diputados del Grupo Socialista del Congreso de los Diputados registraron conjuntamente una moción de censura contra el presidente del Gobierno Mariano Rajoy, tras la sentencia de la Audiencia Nacional sobre el caso Gürtel que afectaba al Partido Popular (PP). Dicha moción de censura incluía al secretario general del PSOE, Pedro Sánchez, como candidato a la presidencia del Gobierno. En la votación del 1 de junio la moción fue adoptada por la mayoría absoluta del Congreso de los Diputados, y Sánchez quedó investido presidente del Gobierno. Prometió su cargo ante el rey Felipe VI el 2 de junio de 2018. Por su parte, los ministros que componen el Gobierno prometieron su cargo ante el rey el 7 de junio. Por primera vez en la historia de España, ningún miembro del Gobierno juró sobre la Biblia.
El 13 de junio de 2018, se produjo la dimisión del ministro de Cultura y Deporte, Màxim Huerta, al conocerse un fraude fiscal cometido por este entre 2006 y 2008. Fue el ministro más breve de la historia de España desde 1939. Le sustituyó José Guirao.
El 11 de septiembre de 2018 se produjo la dimisión de la ministra de Sanidad, Consumo y Bienestar Social, Carmen Montón, al conocerse irregularidades en su máster en Estudios Interdisciplinares de Género realizado en la Universidad Rey Juan Carlos en el curso 2010-2011. La sustituyó María Luisa Carcedo al frente del Ministerio.
El 29 de abril de 2019, día posterior a las elecciones generales de abril de 2019, los miembros del Gobierno quedaron cesados.
El 21 de mayo de 2019, se produjo la renuncia al ejercicio de sus funciones de la ministra de Política Territorial y Función Pública en funciones, Meritxell Batet, para poder ejercer como presidenta del Congreso de los Diputados para la XIII legislatura. Asumió la coordinación del despacho ordinario de los asuntos del Ministerio el ministro de Agricultura, Pesca y Alimentación en funciones, Luis Planas, al no poder nombrarse un nuevo ministro por estar el Gobierno en funciones. Del mismo modo, la ministra de Defensa, Margarita Robles, asumió el despacho ordinario de los asuntos del Ministerio de Asuntos Exteriores, Unión Europea y Cooperación tras la renuncia de Josep Borrell al ser nombrado alto representante para Asuntos Exteriores y Política de Seguridad de la Unión Europea el 30 de noviembre de 2019.

## Estructura y composición
La reestructuración del Gobierno quedó fijada con el Real Decreto 355/2018. Con 17 departamentos ministeriales, el ejecutivo gana cuatro ministerios. Cultura y Deportes, que van a parar a una cartera nueva, se desgajan de Educación. Los temas de Agenda Digital se incluyeron en la cartera de Economía y Empresa. El Centro Nacional de Inteligencia pasó a depender de la cartera de Defensa.
El Gobierno está formado por diez ministros del Partido Socialista Obrero Español, dos del Partido de los Socialistas de Cataluña, y cinco ministros independientes. Por primera vez, el Gobierno consta de más mujeres que hombres al cargo de los distintos ministerios.
| ← Gobierno de Pedro Sánchez → (7 de junio de 2018 - 13 de enero de 2020)                             |                                                                                             |                                                                         |                                   |
| Partido político                                                                                     |                                                                                             | Partido Socialista Obrero Español                                       | Partido Socialista Obrero Español |
| Partido político                                                                                     | Partido de los Socialistas de Cataluña                                                      |                                                                         |                                   |
| Partido político                                                                                     | Independiente                                                                               |                                                                         |                                   |
| Cargo                                                                                                | Titular                                                                                     | Titular                                                                 | Titular                           |
| Presidente                                                                                           |                                                                                             | Pedro Sánchez Pérez-Castejón 2 de junio de 2018-8 de enero de 2020      |                                   |
| Vicepresidenta Presidencia, Relaciones con las Cortes e Igualdad Secretaria del Consejo de Ministros |                                                                                             | María del Carmen Calvo Poyato 7 de junio de 2018-13 de enero de 2020    |                                   |
| Asuntos Exteriores, Unión Europea y Cooperación                                                      |                                                                                             | Josep Borrell Fontelles 7 de junio de 2018-30 de noviembre de 2019      |                                   |
| Asuntos Exteriores, Unión Europea y Cooperación                                                      | María Margarita Robles Fernández (en funciones) 30 de noviembre de 2019-13 de enero de 2020 |                                                                         |                                   |
| Justicia Notaria Mayor del Reino                                                                     |                                                                                             | Dolores Delgado García 7 de junio de 2018-13 de enero de 2020           |                                   |
| Defensa                                                                                              |                                                                                             | María Margarita Robles Fernández 7 de junio de 2018-13 de enero de 2020 |                                   |
| Hacienda                                                                                             |                                                                                             | María Jesús Montero Cuadrado 7 de junio de 2018-13 de enero de 2020     |                                   |
| Interior                                                                                             |                                                                                             | Fernando Grande-Marlaska Gómez 7 de junio de 2018-13 de enero de 2020   |                                   |
| Fomento                                                                                              |                                                                                             | José Luis Ábalos Meco 7 de junio de 2018-13 de enero de 2020            |                                   |
| Educación y Formación Profesional Portavoz del Gobierno                                              |                                                                                             | María Isabel Celaá Diéguez 7 de junio de 2018-13 de enero de 2020       |                                   |
| Trabajo, Migraciones y Seguridad Social                                                              |                                                                                             | Magdalena Valerio Cordero 7 de junio de 2018-13 de enero de 2020        |                                   |
| Industria, Comercio y Turismo                                                                        |                                                                                             | María Reyes Maroto Illera 7 de junio de 2018-13 de enero de 2020        |                                   |
| Agricultura, Pesca y Alimentación                                                                    |                                                                                             | Luis Planas Puchades 7 de junio de 2018-13 de enero de 2020             |                                   |
| Sanidad, Consumo y Bienestar Social                                                                  |                                                                                             | Carmen Montón Giménez 7 de junio de 2018-12 de septiembre de 2018       |                                   |
| Sanidad, Consumo y Bienestar Social                                                                  | María Luisa Carcedo Roces 12 de septiembre de 2018 -13 de enero de 2020                     |                                                                         |                                   |
| Economía y Empresa                                                                                   |                                                                                             | Nadia María Calviño Santamaría 7 de junio de 2018-13 de enero de 2020   |                                   |
| Cultura y Deporte                                                                                    |                                                                                             | Màxim Huerta Hernández 7 de junio de 2018- 14 de junio de 2018          |                                   |
| Cultura y Deporte                                                                                    | José Guirao Cabrera 14 de junio de 2018 -13 de enero de 2020                                |                                                                         |                                   |
| Política Territorial y Función Pública                                                               |                                                                                             | Meritxell Batet Lamaña 7 de junio de 2018-21 de mayo de 2019            |                                   |
| Política Territorial y Función Pública                                                               | Luis Planas Puchades (en funciones) 21 de mayo de 2019-13 de enero de 2020                  |                                                                         |                                   |
| Ciencia, Innovación y Universidades                                                                  |                                                                                             | Pedro Francisco Duque Duque 7 de junio de 2018-13 de enero de 2020      |                                   |
| Transición Ecológica                                                                                 |                                                                                             | Teresa Ribera Rodríguez 7 de junio de 2018-13 de enero de 2020          |                                   |

## Procedencia geográfica
| Comunidad autónoma     | Cargo                                                                                   | Titular                          |
| ---------------------- | --------------------------------------------------------------------------------------- | -------------------------------- |
| Andalucía              | Vicepresidenta Presidencia, Relaciones con las Cortes e Igualdad                        | María del Carmen Calvo Poyato    |
| Andalucía              | Hacienda                                                                                | María Jesús Montero Cuadrado     |
| Andalucía              | Cultura y Deporte                                                                       | José Guirao Cabrera              |
| Aragón                 | -                                                                                       | -                                |
| Principado de Asturias | Sanidad, Consumo y Bienestar Social                                                     | María Luisa Carcedo Roces        |
| Cantabria              | -                                                                                       | -                                |
| Castilla y León        | Asuntos Exteriores, Unión Europea y Cooperación (En funciones) Defensa                  | María Margarita Robles Fernández |
| Castilla y León        | Industria, Comercio y Turismo                                                           | María Reyes Maroto Illera        |
| Castilla-La Mancha     | -                                                                                       |                                  |
| Cataluña               | Política Territorial y Función Pública                                                  | Meritxell Batet Lamaña           |
| Extremadura            | Trabajo, Migraciones y Seguridad Social                                                 | Magdalena Valerio Cordero        |
| Galicia                | Economía y Empresa                                                                      | Nadia María Calviño Santamaría   |
| Islas Baleares         | -                                                                                       | -                                |
| Canarias               | -                                                                                       | -                                |
| La Rioja               | -                                                                                       | -                                |
| Comunidad de Madrid    | Presidente                                                                              | Pedro Sánchez Pérez-Castejón     |
| Comunidad de Madrid    | Justicia                                                                                | Dolores Delgado García           |
| Comunidad de Madrid    | Transición Ecológica                                                                    | Teresa Ribera Rodríguez          |
| Comunidad de Madrid    | Ciencia, Innovación y Universidades                                                     | Pedro Francisco Duque Duque      |
| Región de Murcia       | -                                                                                       |                                  |
| Navarra                | -                                                                                       | -                                |
| País Vasco             | Interior                                                                                | Fernando Grande-Marlaska Gómez   |
| País Vasco             | Educación y Formación Profesional Portavoz                                              | María Isabel Celaá Diéguez       |
| Comunidad Valenciana   | Fomento                                                                                 | José Luis Ábalos Meco            |
| Comunidad Valenciana   | Agricultura, Pesca y Alimentación Política Territorial y Función Pública (En funciones) | Luis Planas Puchades             |
| Ceuta                  | -                                                                                       | -                                |
| Melilla                | -                                                                                       | -                                |